# Bayugan
Bayugan is een stad in de Filipijnse provincie Agusan del Sur op het eiland Mindanao. Bij de laatste census in 2007 had de stad ruim 95 duizend inwoners.

## Geschiedenis
Op 23 maart 2007 werd de wet aangenomen die de gemeente Bayugan in een stad omvormde. Op 20 juni 2007 werd dit middels een volksraadpleging bekrachtigd. Deze omvorming tot stad werd twee jaar later, door een beslissing van het Filipijns hooggerechtshof op 21 mei 2009, als ongrondwettelijk bestempeld en weer ongedaan gemaakt. Eind 2009 kwam het hooggerechtshof echter weer terug op deze beslissing naar aanleiding van het ingediende bewaarschrift.

## Geografie

### Bestuurlijke indeling
Bayugan is onderverdeeld in de volgende 43 barangays:
| - Calaitan - Charito - Fili - Hamogaway - Katipunan - Mabuhay - Marcelina - Maygatasan - Noli - Osmeña - Panaytay - Poblacion - Sagmone - Saguma - Salvacion | - San Isidro - Santa Irene - Taglatawan - Verdu - Del Carmen - Berseba - Bucac - Cagbas - Canayugan - Claro Cortez - Gamao - Getsemane - Grace Estate - Magkiangkang | - Mahayag - Montivesta - Mt. Ararat - Mt. Carmel - Mt. Olive - New Salem - Pinagalaan - San Agustin - San Juan - Santa Teresita - Santo Niño - Taglibas - Tagubay - Villa Undayon |

## Demografie
Bayugan had bij de census van 2007 een inwoneraantal van 95.032 mensen. Dit zijn 1.409 mensen (1,5%) meer dan bij de vorige census van 2000. De gemiddelde jaarlijkse groei komt daarmee uit op 0,21%, hetgeen lager is dan het landelijk jaarlijks gemiddelde over deze periode (2,04%). Vergeleken met de census van 1995 is het aantal mensen met 5.033 (5,6%) toegenomen.

De bevolkingsdichtheid van Bayugan was ten tijde van de laatste census, met 95.032 inwoners op 688,77 km², 138 mensen per km².

## Foto

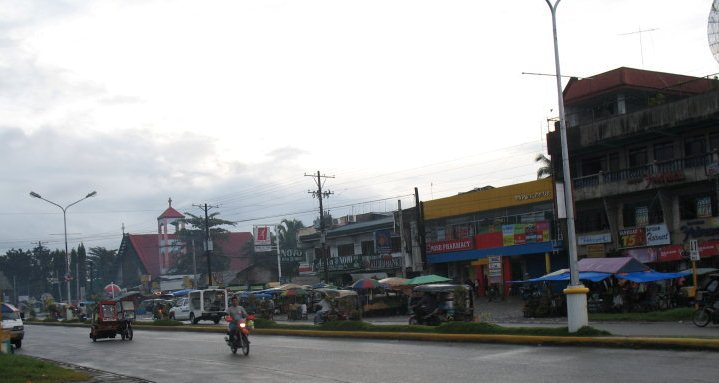
Het centrum van Bayugan